# Acontia luta
Acontia luta är en fjärilsart som beskrevs av Embrik Strand 1917. Acontia luta ingår i släktet Acontia och familjen nattflyn. Inga underarter finns listade i Catalogue of Life.